# 弗里加峰
66°25′S 64°0′W / 66.417°S 64.000°W
弗里加峰（英語：Frigga Peak）

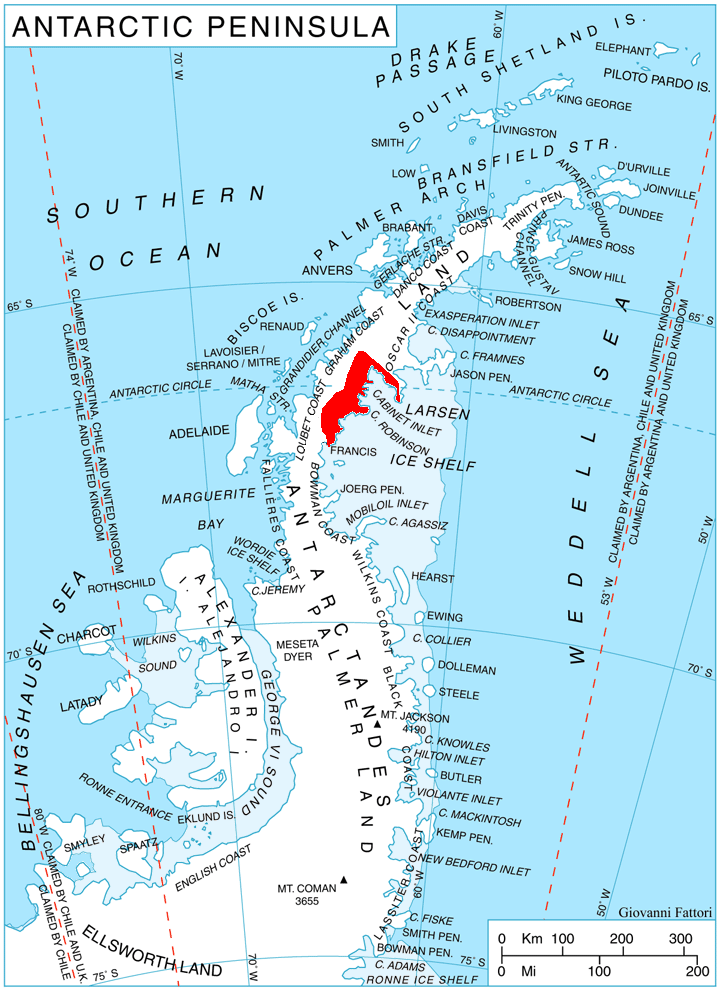

是南極洲的山峰，位於葛拉漢地東岸，處於安德森冰川南岸，海拔高度1,570米，由英國探隊隊繪入地圖，現時由南極條約體系管理。